# مارپیچ (فیلم ۱۹۵۳)
مارپیچ (انگلیسی: The Maze) یک فیلم آمریکایی سه بعدی ترسناک محصول سال ۱۹۵۳ به کارگردانی ویلیام کمرون مینزیز می‌باشد. هیلاری بروک و ریچارد کارلسن در این فیلم ایفای نقش کرده‌اند. این فیلم ۸۰ دقیقه ای توسط کمپانی مونوگرام پیکچرز منتشر شد. برخی از اتفاقات فبلم در یک قلعه قدیمی روی می‌دهد.